# Клир Лејк (Јужна Дакота)
Клир Лејк (енгл. Clear Lake) град је у америчкој савезној држави Јужна Дакота.

## Демографија
По попису из 2010. године број становника је 1.273, што је 62 (-4,6%) становника мање него 2000. године.
| Група             | 2000.         | 2010.         |
| Белци             | 1.320 (98,9%) | 1.238 (97,3%) |
| Афроамериканци    | 0 (0,0%)      | 5 (0,4%)      |
| Азијати           | 4 (0,3%)      | 1 (0,1%)      |
| Хиспаноамериканци | 2 (0,1%)      | 13 (1,0%)     |
| Укупно            | 1.335         | 1.273         |